# Sân bay Kitakyushu
Sân bay Kitakyushu (北九州空港 Kitakyuushuu-kuukou) (IATA: KKJ, ICAO: RJFR) là một sân bay cách bờ biển kitakyushu 3 km (1,9 mi). Nó được xây trên một đảo nhân tạo phía tây biển nội địa Seto. Sân bay bắt đầu hoạt động vào ngày 16 tháng 3 năm 2006 với tên gọi là Sân bay Kitakyushu mới (新北九州空港 Shin-kitakyūshū-kūkō), như sau đó đã được đổi vào năm 2008. Đây là sân bay hạng hai, và có một vài chuyến bay quốc tế.
Sân bay Kitakyushu là một trong bốn sân bay hoạt động 24/24 giờ (các sân bay khác là Sân bay Chitose mới (Sapporo), Sân bay quốc tế Kansai (Osaka) và Sân bay quốc tế Chubu (Nagoya)).